# Вилхелмина (община)
Община Вилхелмина (на шведски: Vilhelmina kommun) е разположена в лен Вестерботен, северна Швеция с обща площ 8795 km2 и население 6887 души (към 31 декември 2013). Административен център на община Вилхелмина е едноименния град Вилхелмина.